# Meganekko
Meganekko (メガネっ娘) er et japansk sammensat ord, der betegner en pige, der bærer briller. Ordet er sammensat af megane (メガネ, めがね eller 眼鏡), der betyder briller, og ko (娘), der er betegnelsen for en ugift kvinde eller en pige.
Meganekko er også betegnelse for en bestemt arketype i japansk populærkultur.

## Meganekko som arketype
I værker i japansk populærkultur har en pige med briller ofte en særlig rolle, hvor brillernes egentlige funktion ofte er ligegyldig og i stedet fungerer som kendetegnende tilbehør på linje med f.eks. sløjfer i håret. Hendes personlighed præges af indadvendthed og intelligens og repræsenterer således mere eller mindre klicheen om den belæste bogorm. På den måde er hun især vellidt hos en vis del af det japanske publikum og bliver derfor bevidst medtaget i værker for at tiltale denne målgruppe, hvor hun har et vist moe-potentiale.
Blandt meganekkos skiller især to stereotyper sig ud til hver sin side, hvilket ofte også afspejles af brillernes udformning.
Piger der skal virke ubehjælpsomme, særligt nuttede og generte bruger briller med runde og forholdsvis store glas. Stellet er derimod tyndt, og ved tegninger undlades det endda helt nogle gange. Et typisk eksempel er Mimi Usa fra Kodomo no Jikan. I forhold til sine kammerater er hun meget intelligent og stærkt udviklet, men især når det gælder seksuelle forhold, er hun meget naiv og uerfaren. Et andet eksempel er Kisaragi Yamaguchi fra GA Geijutsuka Art Design Class, der er venlig og altid prøver at gøre sit bedste, men som ofte også er naiv og klodset.
Modstykket er piger der har en streng karakter og bagtanker, og som fungerer som en rollemodel. Deres briller er præget af smalle firkantede glas og et kraftigt stel. Typiske eksempler er Mai Minakami fra Nichijou og Nodoka Manabe fra K-On!, der begge bliver klasserepræsentanter og er tilsvarende målstræbende.
Derudover findes der talrige mellemformer. F.eks. bruger Yuki Nagato fra The Melancholy of Haruhi Suzumiya oprindelig briller, der er en mellemform af de to ovennævnte typer. Hun er tilsyneladende en stærkt indadvendt bogorm, men i virkeligheden er hun meget mere end en stille pige og har faktisk slet ikke brug for briller.
Ved grupper som haremmer, magical girls og sportsklubber vil der typisk være en og kun en af pigerne, der bærer briller. Det ses f.eks. i serien Saki, hvor praktisk taget hvert eneste af de hold på fem piger hver, der deltager i en mahjong-turnering, har en meganekko iblandt sig. Noget der bl.a. giver sig udslag i en runde, hvor alle fire deltagere netop er meganekko, men som ellers har vidt forskellige personligheder.

## Mandligt modstykke
Drenge og mandlige figurer, der bærer briller, betegnes ofte blot som megane eller mere udførligt som megane otoko eller megane danshi (メガネ 男子).